# پالازو لمباردیا
پالازو لمباردیا (انگلیسی: Palazzo Lombardia) ساختمان اداری ۴۳ طبقه مستقر در شهر میلان، ایتالیا است، که در سال ۲۰۱۰ احداث گردید.